# FU Orionis-ster

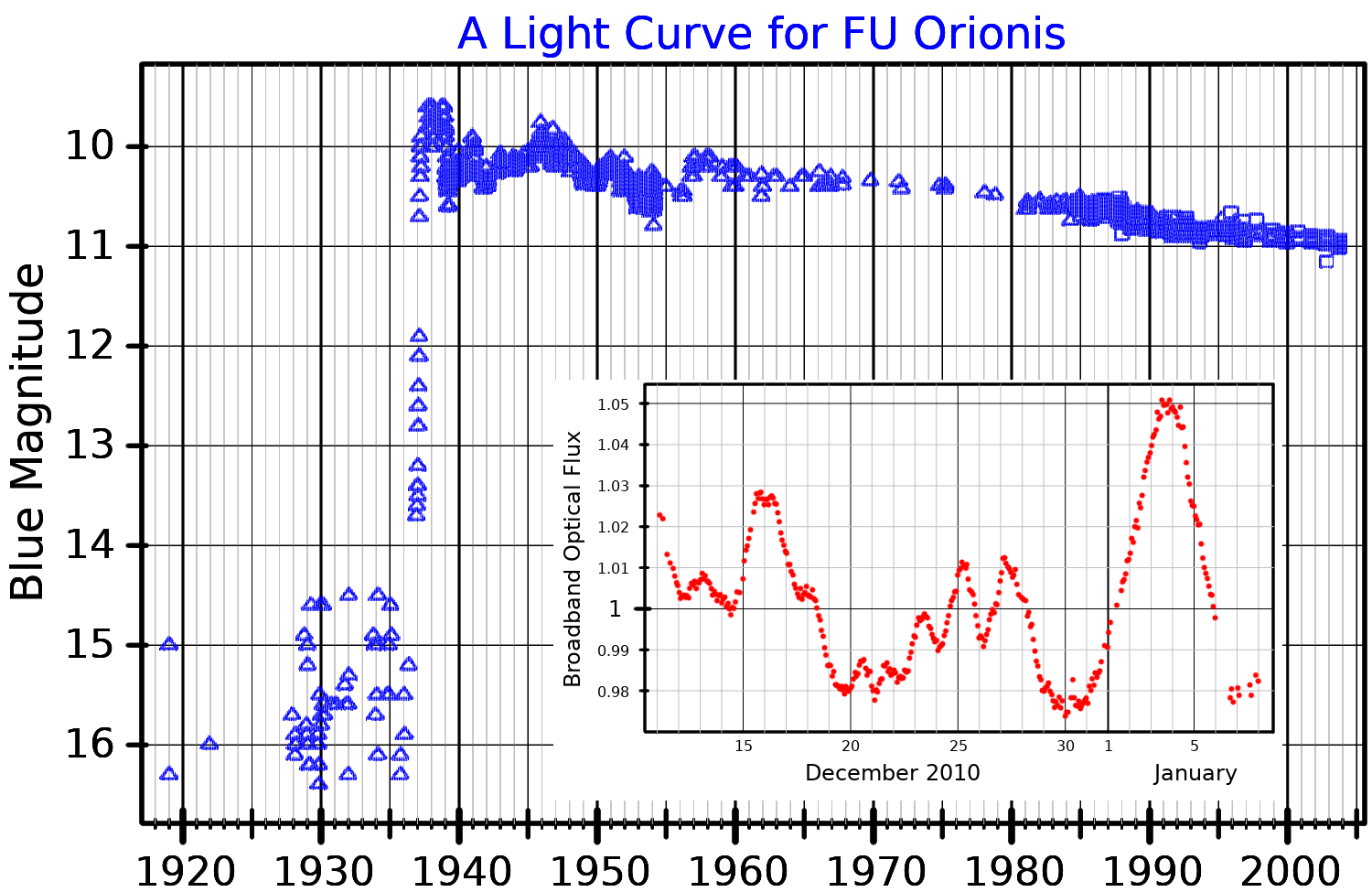
Lichtkromme van FU Ori

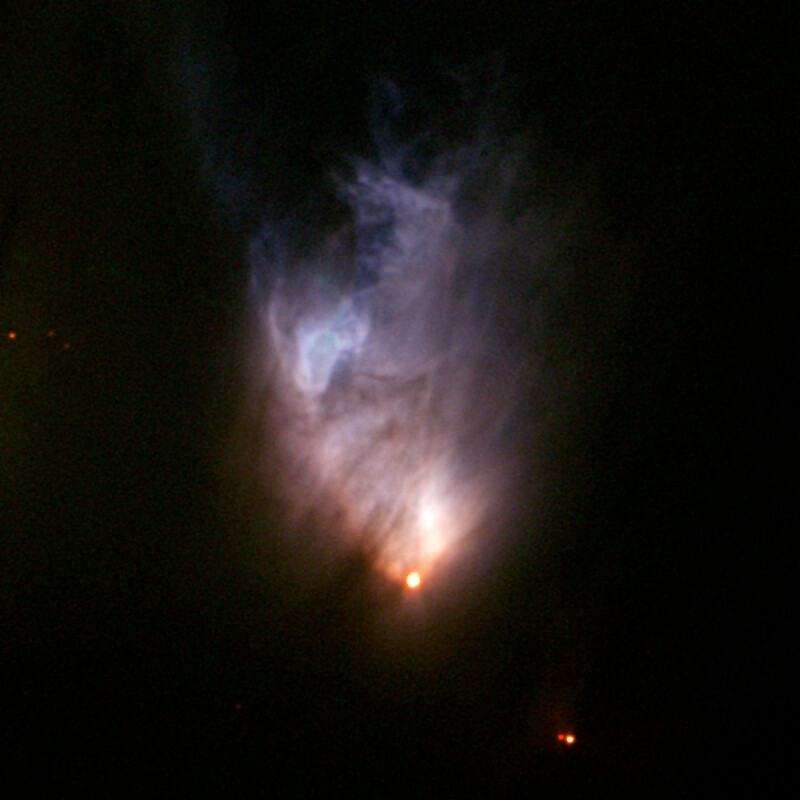
McNeil's nevel bij de FU Orionis-ster V1647 Orionis

Een FU Orionis-ster (ook wel FU Orionis object of FUor genoemd) is een zeer jonge ster, een voor-hoofdreeksster
(Engels: pre-main sequence star).
Een FU Orionis ster is een voorbeeld van een eruptieve veranderlijke ster die grote veranderingen in magnitude en spectraalklasse vertoont. Een voorbeeld is de ster V1057 Cygni die 6 magnituden helderder werd en waarvan de spectraalklasse veranderde van een dKe (een dwergster van spetraalklasse K met emissielijnen) naar een F-type superreus. Deze sterren worden genoemd naar het prototype, FU Orionis. De toename in helderheid duurt typisch 1 jaar, maar kan langer duren. De duur van een FU Orionis uitbarsting is enkele tientallen jaren, maar het einde van een uitbarsting is nog niet waargenomen. Door vergelijking van het aantal bekende FUor's met het aantal bekende voor-hoofdreeks sterren denkt men dat een typische jonge ster 10 tot 20 van deze uitbarstingen ondergaat.
Tegenwoordig wordt gedacht dat FU Orionis uitbarstingen worden veroorzaakt door plotselinge massaoverdracht van een accretieschijf naar een jonge T Tauri-ster met een lage massa. De hoeveelheid overgedragen materie zou ongeveer 10−4 zonnemassa's per jaar zijn.
Voorbeelden van FU Orionis-sterren zijn: FU Orionis (het prototype), V1057 Cygni, V1515 Cygni, en V1647 Orionis (die een uitbarsting vertoonde in januari 2004).